# Tom Bradshaw (Fußballspieler, 1992)
Thomas William C. „Tom“ Bradshaw (* 27. Juli 1992 in Shrewsbury, England) ist ein walisischer Fußballnationalspieler, der 2016 erstmals für die walisische Nationalmannschaft spielte. Der Angriffsspieler steht beim englischen Zweitligisten Oxford United unter Vertrag.

## Sportlicher Werdegang
Bradshaw wurde nicht weit entfernt von der Stadt seiner Jugendjahre beim walisischen Verein Aberystwyth Town ausgebildet, der in der Welsh Premier Football League 2008/09 Achter wurde, wozu er als 16-Jähriger zwei Tore beitrug. Er wechselte 2009 in seine Geburtsstadt zum englischen Viertligisten Shrewsbury Town, wofür der Verein 30.000 £ als Ausbildungsvergütung nach Wales überweisen musste. In seiner ersten Saison dort kam er zu sechs Einsätzen in der Liga und erzielte dabei drei Tore. Shrewsbury beendete die Saison auf dem 12. Platz und hatte so weder mit dem Abstieg noch dem Aufstieg etwas zu tun. In der nächsten Saison verdoppelte er seinen Torerfolg, benötigte dafür aber 28 Spiele. Shrewsbury verpasste als Vierter knapp den direkten Aufstieg und scheiterte dann auch im Halbfinale der Aufstiegs-Playoffs am Siebten Torquay United. In der Saison 2011/12 kam er nur zu acht Einsätzen mit nur einem Torerfolg, Shrewsbury stieg aber als Vizemeister auf. 2012/13 behaupteten sie sich in der dritten Liga als 16., wozu Bradshaw in 21 Spielen aber kein Tor beitragen konnte. 2013/14 erzielte er zwar sieben Tore in 28 Spielen, konnte damit aber nicht verhindern, dass Shrewsbury als Vorletzter wieder abstieg. Er wechselte daraufhin zum vorherigen Ligakonkurrenten FC Walsall. Dort erzielte er mit 17 Toren in 28 Spielen mehr als ein Drittel der Tore des Vereins in der Football League One 2014/15 und war damit als bester Torschütze Walsalls achtbester Torschütze der Liga. Zudem erreichte er mit Walsall das Finale der Football League Trophy 2014/15, verlor dies aber vor 72.315 Zuschauern im Wembley-Stadion gegen Zweitligameister Bristol City. In der folgenden Saison führte er Walsall mit wieder 17 Toren in nun 42 Spielen und wieder achtbester Torschütze auf Platz 3 und damit in die Aufstiegs-Playoffs, in denen sie im Halbfinale scheiterten.
Zur Saison 2016/17 wechselte er zum Zweitligisten FC Barnsley, der nach dem dritten Platz in der Vorsaison in den Playoffs den Sprung in die EFL Championship geschafft hatte. Bradshaw half mit acht Toren in 42 Spielen, das der Aufsteiger einen Mittelfeldplatz erreichte. Ein Jahr später gelangen ihm zwar neun Tore, als Drittletzter stieg Barnsley aber wieder ab. Nach nur vier Spielen zu Beginn der EFL League One 2017/18 wechselte Bradshaw wieder in die zweite Liga zum FC Millwall. Als 21. vermied Millwall knapp den Abstieg in die dritte Liga.
Im Januar 2025 wechselte er zum Ligakonkurrenten Oxford United.

## Nationalmannschaft
Bradshaw wurde zwar in England geboren, wuchs aber im walisischen Tywyn, Gwynedd auf und kann damit international für Wales spielen.
Er spielte als 17-Jähriger im Oktober 2010 dreimal für die U-19-Mannschaft in der ersten Qualifikationsrunde für die U-19-Fußball-Europameisterschaft 2011. Dabei gelang ihm beim 3:3 gegen die Türkei 15 Minuten nach seiner Einwechslung in der ersten Minute der Nachspielzeit das Anschlusstor zum 2:3 und einem Mitspieler drei Minuten später noch der Ausgleich. In den beiden folgenden Spielen stand er zwar in der Startelf, blieb aber ohne Torerfolg und wurde jeweils ausgewechselt. Wales erreichte als Gruppenzweiter aber die zweite Qualifikationsrunde (Eliterunde). Für diese wurde er dann nicht berücksichtigt und seine Mitspieler scheiterten an Serbien.
2011 und 2012 nahm er an sechs der acht Spiele in der Qualifikation für die U-21-EM 2013 für die U-21-Mannschaft teil. Die Waliser schieden als Vorletzte aus und ihm gelang nur bei seinem ersten Einsatz beim 1:3 gegen Montenegro ein Tor. Im September 2013 wurde er dann nochmals bei zwei Spielen in der Qualifikation für die U-21-EM 2015 eingewechselt, bei denen Wales gegen San Marino mit 0:1 verlor. Für San Marino war dies der erste sportlich errungene Sieg überhaupt in einer EM-Qualifikation, zuvor gab es nur zwei Siege am grünen Tisch. Gegen Moldawien sprang auch nur ein 0:0 heraus. Als Vierte verpassten die Waliser die Qualifikation für die Endrunde.
Im Oktober 2014 wurde er dann auf die Standby-Liste für die Spiele in der Qualifikation für die EM 2016 gegen Bosnien und Herzegowina sowie Zypern gesetzt, musste aber aufgrund eines Muskelfaserrisses passen. Die Waliser konnten sich dann auch ohne seine Mitwirkung erstmals für eine EM-Endrunde qualifizieren. Nach der Qualifikation wurde er dann im November 2015 erstmals zu einem A-Länderspiel eingeladen, kam aber beim 2:3 gegen die Niederlande am 13. November 2015 nicht zum Einsatz. Zu seinem ersten Einsatz kam er dann am 28. März 2016, als er beim 0:1 gegen die Ukraine in der 73. Minute eingewechselt wurde, dem Spiel aber keine Wende mehr geben konnte.
Am 9. Mai 2016 wurde er in den vorläufigen Kader für die EM 2016 berufen, mit dem am 23. Mai ein Trainingslager in Portugal begann. Er wurde dann aber letztlich nicht für den endgültigen Kader berücksichtigt. 2017 und 2018 kam er zu je einem weiteren Einsatz, bei denen er jeweils eingewechselt wurde. Danach kam er erst wieder im März 2023 im ersten Spiel der Qualifikation für die EM 2024 gegen Kroatien zum Einsatz. Er wurde in der 70. Minute für Kieffer Moore eingewechselt. In den folgenden sieben Qualifikationsspielen wurde er noch dreimal eingewechselt. 